# Теодиций (Сполето)
Теодиций (на латински: Theodicius, † 774 в Павия)) е dux (херцог) на лангобардското Херцогство Сполето от 763 до 773 г.

## Биография
Той е близък на крал Дезидерий.
Теодиций заема поста херцог след Гизулф. Той е убит при Обсадата на Павия (773 – 774) от войската на Карл Велики, който побеждава, взема на 4 юни 774 г. титлата „крал на лангобардите“ и изгонва своя тъст Дезидерий (бащата на Дезидерата) в манастира в Корби. Лангобардите избират Хилдепранд за херцог на Сполето.